# 歐里龐提德家族
歐里龐提德家族，為斯巴达地位较低的王族。阿格西劳斯二世、阿基斯二世、阿基斯三世、阿基斯四世、纳比斯、阿基达姆斯二世、阿基达姆斯三世、塞奥彭普斯等君主均出于此。